# 趙允寧
趙允寧（？—1034年），字德之，宋朝皇族，信安郡王。宋太宗第四子商恭靖王趙元份長子、濮王趙允讓長兄、宋英宗的伯父。
趙允寧為人至孝好學，喜愛閱讀唐史，通曉近朝典故，善於虞世南楷書。宋真宗賜詩以激賞他。趙允寧又善射，曾侍候真宗在後苑射箭，屢次射破中心，被賞賜金帶及器幣。
趙允寧最初授職為右千牛衞將軍，四遷右武衞，歷任唐州團練、潁州防禦、同州觀察使，晉升為彰信軍節度觀察留後、武定軍節度使。景祐元年（1034年），趙允寧逝世，贈太尉、信安郡王，謚號為「僖簡」。

## 子
信安郡王趙允寧有四子。
1. 韓王趙宗諤
2. 會稽侯趙宗敏
3. 臨汝侯趙宗孟
4. 北海郡王趙宗肅